# Kundmannia sicula
Kundmannia sicula är en växtart i släktet Kundmannia och familjen flockblommiga växter. Den beskrevs av Carl von Linné som Sium siculum, och fick sitt nu gällande namn av Augustin Pyrame de Candolle 1830.
Arten är en perenn ört som förekommer kring Medelhavet, från Portugal och Marocko i väst till Grekland i öst.